# Cold Justice
Cold Justice est une série d'investigation de true crime diffusée à l'origine sur TNT et actuellement[Quand ?] sur Oxygen.
La série, produite par Dick Wolf, suit l'ancien procureur du comté de Harris, au Texas, Kelly Siegler et une équipe d'enquêteurs alors qu'ils rouvrent des affaires de meurtre non résolues avec le consentement et l'aide des forces de l'ordre locales. L'enquêteur de la scène du crime Yolanda McClary, un vétéran de la police du métro de Las Vegas, est également apparu dans la série ; McClary avait auparavant été l'inspiration de Catherine Willows, le personnage interprété par Marg Helgenberger dans la série CSI,.
En avril 2018, l'équipe a contribué à générer 35 arrestations et 18 condamnations, en plus de quatre aveux, trois plaidoyers de culpabilité et trois condamnations pour meurtre.
Bien que TNT n'ait fait aucune annonce officielle, McClary a écrit sur sa page Facebook personnelle à la mi-2016 que la série avait été annulée. Elle a dit plus tard que la société de production achète la série sur d'autres réseaux. En février 2017, il a été annoncé que Cold Justice avait été acquis par Oxygen. Une quatrième saison a été créée le 22 juillet 2017. Le 23 avril 2018, Oxygen, a annoncé que la série avait été renouvelée pour une cinquième saison qui a été créée le 4 août 2018.
Le 18 février 2020, il a été annoncé que la sixième saison serait diffusée le 14 mars 2020. L'émission est diffusée aussi à la chaîne Crime District

## Réception critique
Cold Justice' a obtenu un score de 66 sur 100 sur Metacritic sur la base de cinq critiques « généralement favorables ».

## Procès

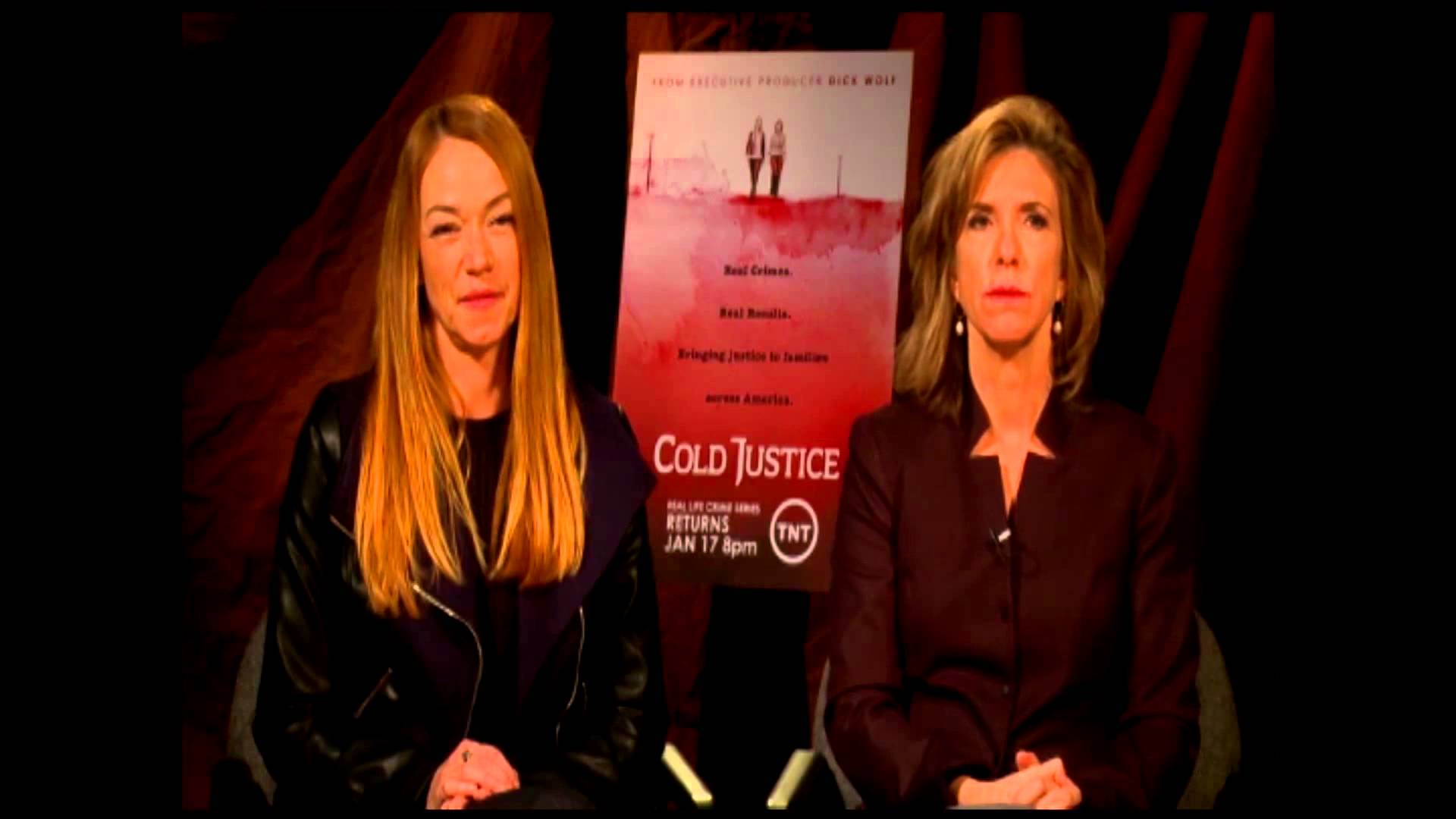
Yolanda McClary (à gauche) et Kelly Siegler (à droite) ont interviewé Cold Justice en 2014.

En août 2014, un homme de Gallatin, dans le Tennessee, a intenté une action en diffamation contre les producteurs de l'émission pour l'avoir impliqué et ne l'avoir jamais complètement disculpé dans leur enquête sur la mort en 2010 d'une femme qui avait été étouffée et poignardée à l'intérieur de sa maison. Joshua Singletary était traité à l'hôpital pour des coupures au moment du meurtre et arrêté comme suspect. Il a ensuite été libéré faute de preuves suffisantes. Selon Singletary, l'épisode diffusé a ruiné sa réputation et fait perdre des clients à son entreprise. Il a demandé un procès devant jury et réclame 100 000 $ en dommages-intérêts et autres compensations.

## Spin-off
En octobre 2014, TNT a annoncé qu'elle avait donné son feu vert à un spin-off de Cold Justice. La nouvelle série, intitulée Cold Justice: Sex Crimes, a commencé le 31 juillet 2015 et présente des crimes sexuels non résolus. L'ancien comté de Harris, au Texas, les procureurs Casey Garrett et Alicia O'Neill sillonnent les États-Unis pour aider les forces de l'ordre locales à clore les dossiers en suspens. La première saison compte 10 épisodes.